# Irène Doukas

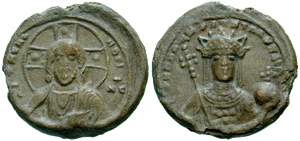
Sceau d'Irène (à droite).

Irène Doukas ou (au féminin) Doukaina (en grec Εἰρήνη  Δούκας/ Δούκαινα ; née vers 1066, morte le 19 février 1123 ou 1133) fut la femme de l’empereur byzantin Alexis Ier ainsi que la mère de son successeur, Jean II Comnène, et de l’historienne Anne Comnène. D’abord éclipsée par la personnalité d’Anne Dalassène, mère d’Alexis Ier, elle exerça une influence grandissante sur son époux après que l'impératrice-mère eut dû se retirer dans un monastère. Elle ne put toutefois empêcher Alexis de désigner comme successeur son fils Jean, de préférence à Nicéphore Bryenne, candidat d’Irène et d’Anne Comnène, son épouse.

## Biographie
Irène naquit vers 1066. Ses parents étaient Andronic Doukas, neveu de l’empereur Constantin X et cousin de Michel VII, et Marie de Bulgarie, petite-fille d’Ivan Vladislav de Bulgarie.
Irène épousa Alexis Comnène vers 1078, soit vers l’âge de onze ans. Cette alliance matrimoniale valut aux Comnène l’appui des Doukas lorsque, en 1081, Alexis força Nicéphore III Botaniatès à abdiquer. 
Anne Dalassène, dont la famille était hostile aux Doukas, aurait alors voulu que son fils, Alexis, divorce de la jeune Irène pour épouser Marie d’Alanie, qui avait été l’épouse de Michel VII et de Nicéphore III, et qui avait pris le parti des Comnène, ce qui lui aurait permis de faire reconnaître les droits de son fils, Constantin. Lorsqu’Alexis força Nicéphore III à abdiquer en avril 1081, elle s’opposa à ce qu’Irène soit couronnée avec lui, contrairement à la coutume, et elle demeura au palais de Boucoléon avec Alexis, lequel installa Irène et sa famille dans un palais plus petit du vaste domaine impérial. Pour la famille Doukas qui ne s’était ralliée à Alexis qu’en raison du lien matrimonial entre Irène et le nouvel empereur, ceci fit l’effet d’une insulte gratuite. Une semaine plus tard, le patriarche Cosmas, qui avait déjà refusé de prononcer le divorce entre Alexis et Irène et avait hésité à couronner Alexis sans son épouse, couronna Irène à Sainte-Sophie, le 8 mai. Mais, objet du ressentiment de l’impératrice-mère, il dut céder la position de patriarche à un obscur moine, Eustratios Garidas, quelques jours plus tard. Irène  put ainsi reprendre sa place d’épouse au palais impérial. Diplomate, Alexis fit néanmoins droit à la demande de Marie d’Alanie en fiançant Constantin à sa propre fille Anne. Ce dernier demeura l’héritier jusqu’à ce qu’Irène donne naissance à un fils, Jean. La mort de Constantin alors qu’il était très jeune empêcha une dispute entre Jean et lui pour la succession,,,,.
Irène vécut dans l’ombre d’Alexis et d’Anne Dalassène, véritable puissance derrière le trône, jusqu’à ce que cette dernière, devenue très impopulaire à Constantinople et une menace pour Alexis, soit forcée de se retirer dans un couvent. Si l’on en croit Anne Comnène, ce qui avait été un mariage de raison se transforma en un mariage d’amour entre Alexis et son épouse. Ainsi, selon elle, lorsque Irène fut sur le point d’accoucher de son premier enfant, Anne, elle supplia l’enfant encore à naitre de rester en elle encore deux longs jours pour permettre à Alexis, alors en campagne militaire, d’être présent lors de la naissance,. Par la suite, Alexis insista pour qu’Irène l’accompagne lors de certaines de ses expéditions militaires ; Irène lui servait alors d’infirmière, soignant ses problèmes de goutte qui s’accroissaient au fil des ans, tout en tentant de déjouer les complots tramés contre l’empereur même hors de Constantinople. Et c’est elle qui demanda plus tard à Nicéphore Bryenne d’écrire la biographie d’Alexis que celui-ci ne put achever, mais qui fut reprise par Anne Comnène.
En dépit de cet amour pour Alexis, Irène et Anne Comnène firent pression sur Alexis jusqu’à la fin pour que celui-ci nomme comme héritier Nicéphore Bryenne, l’époux de sa fille Anne Comnène (née le 1er ou 2 décembre 1083), premier enfant de leur mariage, de préférence à Jean (né le 13 septembre 1087), troisième enfant mais premier fils d’Alexis. Comme Anne, Irène s’était infatuée de Nicéphore, son beau-fils, à qui elle avait confié l’administration de la justice et la gestion du palais impérial, ce qui ne cessait d’inquiéter Jean, déjà désigné coempereur. Toutefois, déjouant son épouse, Alexis, sur son lit de mort, réussit à transmettre son anneau à Jean, le confirmant ainsi comme héritier. Irène, qui avait fait porter Alexis à son propre palais des Manganes pour mieux le veiller, resta auprès de lui nuit et jour, ordonnant que des prières soient dites à travers l’empire pour sa guérison. Et après son décès, elle fit enterrer l’empereur dans le monastère du Christ Philanthrope qu’elle avait fondé une quinzaine d’années auparavant,.
Irène, qui avait tenté d’interdire à Jean II l’entrée du palais immédiatement après son couronnement, continua à comploter avec sa fille contre lui et ce même si le principal intéressé, Nicéphore Bryenne, refusa toujours de s’associer aux deux femmes. Au printemps 1119, Anne Comnène organisa un complot qui fut déjoué pour renverser Jean. Anne et Irène durent alors se retirer au couvent de la Kécharitôménè, adjacent au monastère du Christ Philanthrope, tous deux fondés par Irène quelques années auparavant,,. Le complexe du couvent abritait de confortables appartements destinés aux membres de la famille impériale où ceux-ci pouvaient non seulement avoir des serviteurs, mais également recevoir des visiteurs de l’extérieur. C’est là qu’Anne Comnène devait écrire l’Alexiade, alors qu’Irène se consacrait à des œuvres charitables et recevait ou correspondait avec de grandes figures de l’époque comme Manuel Straboromanos, le futur patriarche Théophilacte d’Ohrid, Michel Italikos et Théodore Prodromos,,,.
On ignore la date exacte de sa mort ; celle-ci serait survenue le 19 février 1123 selon certains historiens comme W. Hörandner ou en 1133 selon d’autres comme Skoulatos.

## Sa personnalité
Les informations sur Irène Doukas proviennent principalement de ce qu’en dit d’elle sa fille, Anne Comnène, qui l’idéalisait : 

« Ma mère était Irène, ce précieux ornement de l’empire, née dans la famille Doukas, dont les vertus ébahissaient tout ce qui vit sous le soleil et n’avait de rivale en rien ni en personne. »

Au troisième chapitre de l’Alexiade, elle en trace un portrait physique non moins dithyrambique :

« Elle se tenait droit comme une jeune plante toujours en fleurs ; tous les membres et parties de son corps étaient absolument symétriques et en harmonie les uns avec les autres. Son apparence charmante et sa voix enjôleuse ne cessaient de fasciner tous ceux qui la côtoyaient. Son visage rayonnait d’une douce lumière comme celle de la lune. Son visage n’avait pas la rondeur de celui d’une Assyrienne ou n’était pas étiré comme celui d’une Scythe, mais était légèrement ovale. Ses joues avaient le carmin des roses et attirait le regard de loin. Ses yeux, bleu pâle, étaient à la fois gais et sévères : leur charme et leur beauté attiraient, mais la peur qu’ils inspiraient imposait tellement le spectateur qu’il ne pouvait ni soutenir ce regard, ni détourner la tête… Elle accompagnait généralement ses mots de gestes gracieux, ses mains nues jusqu’aux poignets faisaient croire qu’elles étaient en ivoire, délicatement sculptées par quelque artisan qui leur aurait donné l’apparence de doigts et de mains. Les pupilles de ses yeux reflétant le bleu profond des vagues rappelaient une mer calme et tranquille, alors que le blanc qui les entourait n’en était que renforcé, de telle sorte que l’œil entier acquérait un lustre et un charme particulier, tout à fait inexprimable. »

Ailleurs, Anne Comnène dit d’elle : « Il ne serait pas inapproprié de dire qu’Irène était Athènes manifestée à la race humaine, ou qu’elle était soudainement descendue du ciel au milieu d’une gloire céleste et d’une splendeur inatteignable. » 
Anne trace de sa mère le portrait d’une femme intellectuelle plus portée aux spéculations intellectuelles qu’aux questions de politique quotidienne et qui insista pour que sa fille reçoive une excellente éducation. Elle arrivait souvent aux repas, selon Anne, un livre à la main, lisant les Pères de l’Église, non tellement pour leurs vies que pour leurs idées, « parce qu’elle aspirait à la sagesse ». Contrairement à Anne Dalassène qui aimait la vie publique et dont le rôle officiel avait été précisé par Alexis dans un chrysobulle, Irène n’avait d’autre fonction officielle que celle que l’on attendait de l’impératrice. D’un caractère plutôt réservé, elle préférait ne pas apparaitre en public,. Toutefois, au début des années 1090, alors qu’Anne Dalassène dut se retirer, l’influence d’Irène sur son époux s’affirma. Elle sauva Michel Anémas de l’exécution qui l’attendait après avoir comploté contre Alexis et se mit à accompagner l’empereur dans ses campagnes,. Et, selon Zonaras, l’empereur se mit à dépendre de plus en plus de son épouse à mesure que s’atténuait chez lui le désir de relations avec de nombreuses femmes. 
Par contre, Zonaras, qui n’aimait guère les Doukas, décrit Irène comme une langue de vipère s’ingéniant à dénigrer Jean, le fils de l’empereur, qu’elle traitait de débauché, et souligne la terreur que l’impératrice inspirait chez les courtisans à qui elle reprochait leur déloyauté et leur insolence,. Selon le chroniqueur, au fur et à mesure que la maladie d’Alexis prit de l’ampleur, l’influence d’Irène sur son mari alla en s’accroissant, au point « qu’il était prévu que lors du décès de l’empereur, tout le pouvoir et le gouvernement de l’empire devaient lui être transférés, si bien que même l’empereur, son fils, lui serait soumis ». Ce pouvoir se serait même étendu au césar Nicéphore Bryenne, qui, à travers elle, régnait sur la cour, inspirant même de la crainte au fils de l’empereur. 
La vérité historique se situe probablement entre ces deux antipodes. Quoi qu’il en soit, l’épisode d’Alexis Ier profitant de l’absence d’Irène pour remettre son anneau sigillaire à son fils Jean, lequel courut immédiatement à Sainte-Sophie se faire couronner, de même que le fait qu’il força Anne Dalassène à se retirer dans un monastère, montre que l’empereur, s’il cherchait à ménager sa mère et son épouse, conserva jusqu’à la fin son indépendance de jugement et persista dans la réalisation de ses plans.

## Postérité
Irène eut neuf enfants avec Alexis Ier :
- Anne (1083-1153), qui crut que son droit d’ainesse lui procurerait à elle, sinon à son mari Nicéphore Bryenne, la succession d’Alexis ;
- Marie, mariée à Grégoire Gabras puis à Nicéphore Katakalon ;
- Jean II Comnène (né le 13 septembre 1087, empereur en 1118, mort le 5 avril 1143), successeur d’Alexis, qui dut faire face au complot mené contre lui par Irène Doukas et sa sœur Anne ;
- Andronic ;
- Isaac (16 janvier 1093 – après 1152), qui appuya son frère Jean II dans le complot mené par Irène et Anne. Les relations entre lui et son frère se tendirent par la suite et il fut à deux reprises exilé de Constantinople ;
- Eudoxie ;
- Théodora, mariée à Constantin Kourtikès puis Constantin Ange (la dynastie des Ange descend de Théodora) ;
- Manuel ;
- Zoé.